# Antena 3
Antena 3 (Antena Tres) è una delle principali emittenti televisive spagnole insieme a La 1 e Telecinco, e ha estensioni, oltre che in campo televisivo, anche nel settore delle radio e del cinema. Ha sede a San Sebastián de los Reyes, comune vicino a Madrid.

## Storia
È stata la prima stazione televisiva privata in Spagna, avendo iniziato, dopo un mese di prove, le trasmissioni il 25 gennaio 1990, con un notiziario.
L'azionariato iniziale era molto variegato e comprende diverse aziende iberiche. Nel 1992, il Grupo Zeta di Antonio Asensio Pizarro (che aveva tentato di costruire una tv nazionale senza esito), diventa azionista di maggioranza del canale, e lo rinnova profondamente, migliorandone la qualità e gli ascolti che fin lì erano stati modesti (in alcuni mesi riesce a sorpassare TVE 1). 5 anni dopo vi è un nuovo cambio di proprietà, al posto del Grupo Zeta entra Telefónica.
Dal 2003 i principali azionisti del gruppo sono l'italo-spagnola Planeta De Agostini, la tedesca RTL Group, il resto delle azioni è sul mercato il quanto l'azienda è quotata alla Borsa di Madrid dal 2003. L'attuale direttore è Silvio Gonzalez, che ha preso il posto dell'italiano Maurizio Carlotti.
A settembre 2012 nel gruppo entrano le reti La Sexta, laSexta3 e Xplora.

## Programmi
Tra i programmi internazionali di successo che la rete trasmette si possono citare Los Simpson (il cartone più visto in Spagna), ¿Quién quiere ser Millonario? (Chi vuol essere milionario?), La Ruleta de la suerte (La ruota della fortuna per un certo periodo passato alla rivale Telecinco ma poi tornato su Antena 3), 1 contra 100 (1 contro 100), Boom e le serie TV statunitensi Tru Calling, 24, 4400, Senza traccia e Ghost Whisperer.
Dal 2006 al 2009 ha trasmesso la Champions League e gran parte dell'Europa League. Dal 2015 al 2018 ha trasmesso nuovamente la Champions, curiosamente negli anni in cui il Real Madrid ha vinto tre volte di fila il trofeo.
Tra le autoproduzioni di maggiore successo, ci sono le fiction Aquí no hay quien viva, Un Paso adelante (che ha avuto un'appendice musicale con la UPA band e con Miguel Ángel Muñoz), Los hombres de Paco (di cui Mediaset ha comprato i diritti trasponendola in Italia con il titolo Tutti per Bruno), il talk-show ¿Dónde estás corazón?, la serie teen Fisica o chimica (trasmessa in Italia su Rai 4) e la serie drammatica El internado, lo show Tu cara me suena (importato anche in Italia su Rai 1 con il titolo Tale e quale show) , le telenovelas El secreto de Puente Viejo (trasmessa in Italia con successo su Canale 5 con il titolo Il segreto) e Bandolera (anch'essa trasmessa in Italia da Mediaset con il titolo Cuore ribelle), Velvet, ed il suo telegiornale, Antena 3 Noticias.
Nel 2017 ha prodotto la serie La casa de papel (La casa di carta), che nel 2018 ha vinto l'International Emmy Award come miglior serie tv drammatica, diventando la prima serie spagnola a ricevere tale riconoscimento. Nel resto del mondo, la serie è stata distribuita da Netflix, che ne ha poi proseguito la produzione.
Antena 3, nel 2005, ha lanciato 2 canali sul digitale terrestre, Neox, dedicato ai giovani e molto seguito, e Nova, dedicato al pubblico femminile. A settembre 2009 nasce Nitro, dedicato al pubblico maschile, poi chiuso. A questi si sono aggiunti anche MEGA, ideale erede di Nitro, e Atreseries, dedicato a film e serie tv e disponibile solo in HD.
La rete è anche proprietaria di una radio molto ascoltata nel paese iberico, Onda Cero.
Ha prodotto tra il 2005 e il 2006 il film Los Borgia, ispirato alla nota famiglia italo-spagnola molto influente nel XV secolo.
Un'altra serie storica riguardante le vicende del comandante spagnolo Juan de Salazar viene trasmessa dal marzo 2014: El corazón del océano.

## Loghi

1990-1992
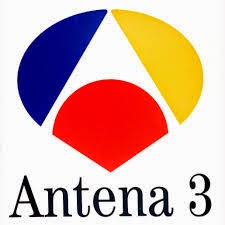
1992-2004
2004-2017
2017-2025
In uso dal 2025